# Piotr Aumaitre
Piotr (Pierre) Aumaître (ur. 8 kwietnia 1837 r. w Aizecq we Francji – zm. 30 marca 1866 r. w Galmaemot, Korea) – ksiądz katolicki, misjonarz, męczennik, święty Kościoła katolickiego.

## Życiorys
Urodził się w małej wiosce jako pierwszy z 5 braci. Jego ojciec był rolnikiem i szewcem. Jego rodzice byli pobożnymi ludźmi. Pierre Aumaître chciał zostać księdzem, ale miejscowy ksiądz uważał, że nie powinien tego robić, zwłaszcza że miał słabą pamięć. Również kolejny proboszcz odmówił mu nauki łaciny. Udało mu się znaleźć nauczyciela łaciny mieszkającego 4 km od wsi. Chodził do niego każdego ranka. Proboszcz podziwiał jego pracowitość i ostatecznie polecił go biskupowi, tak że został przyjęty do niższego seminarium w 1852 r. Dzięki ciężkiej pracy został jednym z najlepszych uczniów. Wstąpił do wyższego seminarium w 1857 r. Jego przełożeni podziwiali przykładne życie jakie prowadził. Powiedział swojemu kierownikowi duchowemu, że chce zostać misjonarzem i w 1859 r. został przyjęty do seminarium Francuskiego Stowarzyszenia Misji Zagranicznych (Missions Étrangères de Paris). Po 3 latach nauki i ćwiczeń duchowych w czerwcu 1862 r. przyjął święcenia kapłańskie.
23 czerwca 1863 r. przybył na misje do Korei. Najpierw zatrzymał się w Saemgol, żeby uczyć się języka koreańskiego, a następnie przeniósł się do Naepo. Po rozpoczęciu prześladowań katolików stwierdził, że nadszedł czas żeby publicznie wyznać swoją wiarę. Udał się do wioski, w której przebywał biskup Daveluy i oddał się w ręce policji. Został wraz z biskupem i ojcem Huin wysłany do Hongju, a następnie do więzienia w Seulu. Tam poddano ich ciężkim przesłuchaniom i torturom. Został ścięty zaraz po biskupie 30 marca 1866 r. w Galmaemot.

## Dzień obchodów
20 września (w grupie 103 męczenników koreańskich)

## Proces beatyfikacyjny i kanonizacyjny
Beatyfikowany przez Pawła VI 6 października 1968 r., kanonizowany 6 maja 1984 r. przez Jana Pawła II w grupie 103 męczenników koreańskich.